# Badminton nos Jogos Olímpicos de Verão da Juventude de 2010 - Simples feminino
O torneio de simples feminino de badminton nos Jogos Olímpicos de Verão da Juventude de 2010 ocorreu entre 15 e 19 de agosto no Singapore Indoor Stadium. 32 atletas participaram do evento classificadas através dos seus respectivos campeonatos continentais juvenis.

## Medalhistas[1]
| Ouro   | THA Sapsiree Taerattanachai |
| Prata  | CHN Deng Xuan               |
| Bronze | VIE Thị Trang Vũ            |

## Formato
As 32 atletas foram divididas em oito grupos de quatro integrantes, onde cada uma realizou três jogos dentro do seu respectivo grupo. As primeiras colocadas de cada grupo classificaram-se para a quartas-de-final. As vencedoras dos confrontos avançaram às semifinais. As vencedoras das semifinais disputaram a final e as perdedoras a medalha de bronze.

## Preliminares
|  | Classificada para as quartas-de-final |

### Grupo A
| Atleta                 | Jogos | Jogos | Jogos | Sets | Sets | Sets | Pontos | Pontos | Pontos |
| Atleta                 | V     | D     | T     | V    | D    | +/-  | V      | D      | +/-    |
| ---------------------- | ----- | ----- | ----- | ---- | ---- | ---- | ------ | ------ | ------ |
| NED Josephine Wentholt | 3     | 0     | 3     | 6    | 1    | +5   | 131    | 99     | +32    |
| JPN Misaki Matsutomo   | 2     | 1     | 3     | 5    | 2    | +3   | 141    | 73     | +68    |
| CAN Tracy Wong         | 1     | 2     | 3     | 2    | 4    | -2   | 85     | 120    | –35    |
| MRI Kate Foo Kune      | 0     | 3     | 3     | 0    | 6    | –6   | 61     | 126    | –65    |

| Domingo, 15 de agosto       |     |                        |                    |       |          |
| 09:00                       |     |                        |                    |       |          |
| JPN Misaki Matsutomo        | 1-2 | NED Josephine Wentholt | 17-21, 21–5, 19-21 | 42min | Quadra 1 |
| 10:40                       |     |                        |                    |       |          |
| CAN Tracy Wong              | 2-0 | MRI Kaye Foo Kune      | 21–17, 21–19       | 24min | Quadra 3 |
| 19:20                       |     |                        |                    |       |          |
| JPN Misaki Matsutomo        | 2-0 | MRI Kate Foo Kune      | 21–4, 21–2         | 15min | Quadra 2 |
| 20:10                       |     |                        |                    |       |          |
| CAN Tracy Wong              | 0-2 | NED Josephine Wentholt | 15–21, 8–21        | 16min | Quadra 3 |
| Segunda-feira, 16 de agosto |     |                        |                    |       |          |
| 13:30                       |     |                        |                    |       |          |
| JPN Misaki Matsutomo        | 2-0 | CAN Tracy Wong         | 21-11, 21-9        | 23min | Quadra 2 |
| 15:10                       |     |                        |                    |       |          |
| MRI Kate Foo Kune           | 0-2 | NED Josephine Wentholt | 7-21, 12-21        | 17min | Quadra 3 |

### Grupo B
| Atleta                  | Jogos | Jogos | Jogos | Sets | Sets | Sets | Pontos | Pontos | Pontos |
| Atleta                  | V     | D     | T     | V    | D    | +/-  | V      | D      | +/-    |
| ----------------------- | ----- | ----- | ----- | ---- | ---- | ---- | ------ | ------ | ------ |
| GBR Sarah Milne         | 3     | 0     | 3     | 6    | 0    | +6   | 126    | 88     | +38    |
| USA Cee Nantana Ketpura | 2     | 1     | 3     | 4    | 2    | +2   | 122    | 87     | +35    |
| FRA Lea Palermo         | 1     | 2     | 3     | 2    | 4    | –2   | 97     | 115    | –18    |
| AUT Alexandra Mathis    | 0     | 3     | 3     | 0    | 6    | –6   | 71     | 126    | –55    |

| Domingo, 15 de agosto       |     |                         |              |       |          |
| 09:30                       |     |                         |              |       |          |
| GBR Sarah Milne             | 2-0 | FRA Lea Palermo         | 21-11, 21–18 | 25min | Quadra 3 |
| 10:10                       |     |                         |              |       |          |
| AUT Alexandra Mathis        | 0-2 | USA Cee Nantana Ketpura | 10-21, 9-21  | 18min | Quadra 3 |
| 19:00                       |     |                         |              |       |          |
| AUT Alexandra Mathis        | 0-2 | FRA Lea Palermo         | 19-21, 12-21 | 25min | Quadra 3 |
| 20:30                       |     |                         |              |       |          |
| GBR Sarah Milne             | 2-0 | USA Cee Nantana Ketpura | 21-19, 21-19 | 40min | Quadra 2 |
| Segunda-feira, 16 de agosto |     |                         |              |       |          |
| 14:00                       |     |                         |              |       |          |
| GBR Sarah Milne             | 2-0 | AUT Alexandra Mathis    | 21-11, 21-10 | 26min | Quadra 3 |
| 14:15                       |     |                         |              |       |          |
| USA Cee Nantana Ketpura     | 2-0 | FRA Lea Palermo         | 21-13, 21-13 | 24min | Quadra 2 |

### Grupo C
| Atleta                  | Jogos | Jogos | Jogos | Sets | Sets | Sets | Pontos | Pontos | Pontos |
| Atleta                  | V     | D     | T     | V    | D    | +/-  | V      | D      | +/-    |
| ----------------------- | ----- | ----- | ----- | ---- | ---- | ---- | ------ | ------ | ------ |
| ESP Carolina Marín      | 3     | 0     | 3     | 6    | 0    | +6   | 126    | 51     | +75    |
| FIN Airi Mikkelä        | 2     | 1     | 3     | 4    | 2    | +2   | 103    | 91     | +12    |
| AUS Tara Pilven         | 1     | 2     | 3     | 2    | 4    | -2   | 93     | 94     | –1     |
| MKD Dragana Volkanovska | 0     | 3     | 3     | 0    | 6    | –6   | 40     | 126    | –86    |

| Domingo, 15 de agosto       |     |                         |              |       |          |
| 9:35                        |     |                         |              |       |          |
| ESP Carolina Marín          | 2-0 | AUS Tara Pilven         | 21–8, 21–9   | 20min | Quadra 1 |
| 11:20                       |     |                         |              |       |          |
| MKD Dragana Volkanovska     | 0-2 | FIN Airi Mikkelä        | 10-21, 5-21  | 15min | Quadra 1 |
| 18:30                       |     |                         |              |       |          |
| ESP Carolina Marín          | 2-0 | FIN Airi Mikkelä        | 21–8, 21–11  | 23min | Quadra 1 |
| 20:50                       |     |                         |              |       |          |
| MKD Dragana Volkanovska     | 0-2 | AUS Tara Pilven         | 7–21, 3–21   | 18min | Quadra 1 |
| Segunda-feira, 16 de agosto |     |                         |              |       |          |
| 13:45                       |     |                         |              |       |          |
| ESP Carolina Marín          | 2-0 | MKD Dragana Volkanovska | 21-5, 21-10  | 12min | Quadra 2 |
| 15:50                       |     |                         |              |       |          |
| FIN Airi Mikkelä            | 2-0 | AUS Tara Pilven         | 21-18, 21-16 | 29min | Quadra 1 |

### Grupo D
| Atleta              | Jogos | Jogos | Jogos | Sets | Sets | Sets | Pontos | Pontos | Pontos |
| Atleta              | V     | D     | T     | V    | D    | +/-  | V      | D      | +/-    |
| ------------------- | ----- | ----- | ----- | ---- | ---- | ---- | ------ | ------ | ------ |
| CHN Deng Xuan       | 3     | 0     | 3     | 6    | 0    | +6   | 127    | 62     | +65    |
| INA Renna Suwarno   | 2     | 1     | 3     | 4    | 2    | +2   | 115    | 84     | +31    |
| PER Katerine Winder | 1     | 2     | 3     | 2    | 5    | -3   | 99     | 131    | -32    |
| NZL Victoria Cheng  | 0     | 3     | 3     | 1    | 6    | –5   | 81     | 145    | –64    |

| Domingo, 15 de agosto       |     |                     |                     |       |          |
| 10:25                       |     |                     |                     |       |          |
| CHN Deng Xuan               | 2-0 | PER Katerine Winder | 21–12, 21–5         | 20min | Quadra 2 |
| 11:35                       |     |                     |                     |       |          |
| INA Renna Suwarno           | 2-0 | NZL Victoria Cheng  | 21-15, 21-5         | 18min | Quadra 2 |
| 21:05                       |     |                     |                     |       |          |
| CHN Deng Xuan               | 2-0 | NZL Victoria Cheng  | 21-9, 21-5          | 20min | Quadra 2 |
| 21:20                       |     |                     |                     |       |          |
| INA Renna Suwarno           | 2-0 | PER Katerine Winder | 21–9, 21–12         | 25min | Quadra 3 |
| Segunda-feira, 16 de agosto |     |                     |                     |       |          |
| 14:30                       |     |                     |                     |       |          |
| CHN Deng Xuan               | 2-0 | INA Renna Suwarno   | 21-11, 22-20        | 32min | Quadra 2 |
| 16:20                       |     |                     |                     |       |          |
| NZL Victoria Cheng          | 1-2 | PER Katerine Winder | 16-21, 21-19, 10-21 | 47min | Quadra 3 |

### Grupo E
| Atleta                       | Jogos | Jogos | Jogos | Sets | Sets | Sets | Pontos | Pontos | Pontos |
| Atleta                       | V     | D     | T     | V    | D    | +/-  | V      | D      | +/-    |
| ---------------------------- | ----- | ----- | ----- | ---- | ---- | ---- | ------ | ------ | ------ |
| THA Sapsiree Taerattanachai  | 3     | 0     | 3     | 6    | 0    | +6   | 126    | 43     | +83    |
| TPE Chiang Mei-Hui           | 2     | 1     | 3     | 4    | 2    | +2   | 104    | 75     | +29    |
| SRI Lekha Handunkuttihettige | 1     | 2     | 3     | 2    | 4    | –2   | 92     | 92     | 0      |
| TUV Tiaese Tapumanaia        | 0     | 3     | 3     | 0    | 6    | –6   | 14     | 126    | –112   |

| Domingo, 15 de agosto        |     |                              |             |       |          |
| 13:30                        |     |                              |             |       |          |
| THA Sapsiree Taerattanachai  | 2-0 | TUV Tiaese Tapumanaia        | 21–1, 21–0  | 12min | Quadra 1 |
| 15:10                        |     |                              |             |       |          |
| TPE Chiang Mei-Hui           | 2-0 | SRI Lekha Handunkuttihettige | 22-9, 21-19 | 25min | Quadra 3 |
| Segunda-feira, 16 de agosto  |     |                              |             |       |          |
| 9:30                         |     |                              |             |       |          |
| THA Sapsiree Taerattanachai  | 2-0 | SRI Lekha Handunkuttihettige | 21-13, 21-9 | 27min | Quadra 2 |
| 10:40                        |     |                              |             |       |          |
| TPE Chiang Mei-Hui           | 2-0 | TUV Tiaese Tapumanaia        | 21-1, 21-4  | 12min | Quadra 3 |
| 18:30                        |     |                              |             |       |          |
| THA Sapsiree Taerattanachai  | 2-0 | TPE Chiang Mei-Hui           | 21-13, 21-7 | 27min | Quadra 1 |
| 20:10                        |     |                              |             |       |          |
| SRI Lekha Handunkuttihettige | 2-0 | TUV Tiaese Tapumanaia        | 21-1, 21-7  | 13min | Quadra 3 |

### Grupo F
| Atleta                | Jogos | Jogos | Jogos | Sets | Sets | Sets | Pontos | Pontos | Pontos |
| Atleta                | V     | D     | T     | V    | D    | +/-  | V      | D      | +/-    |
| --------------------- | ----- | ----- | ----- | ---- | ---- | ---- | ------ | ------ | ------ |
| MAS Sonia Cheah Su Ya | 3     | 0     | 3     | 6    | 0    | +6   | 126    | 56     | +70    |
| TUR Ebru Tunalı       | 2     | 1     | 3     | 4    | 2    | +2   | 100    | 99     | +1     |
| MEX Mariana Ugalde    | 1     | 2     | 3     | 2    | 4    | -2   | 94     | 117    | -23    |
| NGR Fatima Azeez      | 0     | 3     | 3     | 0    | 6    | –6   | 78     | 126    | –48    |

| Domingo, 15 de agosto       |     |                    |              |       |          |
| 15:15                       |     |                    |              |       |          |
| TUR Ebru Tunalı             | 2-0 | NGR Fatima Azeez   | 21–9, 21–19  | 25min | Quadra 1 |
| 16:05                       |     |                    |              |       |          |
| MAS Sonia Cheah Su Ya       | 2-0 | MEX Mariana Ugalde | 21-14, 21-9  | 40min | Quadra 2 |
| Segunda-feira, 16 de agosto |     |                    |              |       |          |
| 9:30                        |     |                    |              |       |          |
| MAS Sonia Cheah Su Ya       | 2-0 | NGR Fatima Azeez   | 21-7, 21-10  | 20min | Quadra 3 |
| 10:05                       |     |                    |              |       |          |
| TUR Ebru Tunalı             | 2-0 | MEX Mariana Ugalde | 21-11, 21-18 | 26min | Quadra 3 |
| 19:00                       |     |                    |              |       |          |
| MAS Sonia Cheah Su Ya       | 2-0 | TUR Ebru Tunalı    | 21-7, 21-9   | 23min | Quadra 3 |
| 19:35                       |     |                    |              |       |          |
| NGR Fatima Azeez            | 0-2 | MEX Mariana Ugalde | 19-21, 14-21 | 25min | Quadra 3 |

### Grupo G
| Atleta                     | Jogos | Jogos | Jogos | Sets | Sets | Sets | Pontos | Pontos | Pontos |
| Atleta                     | V     | D     | T     | V    | D    | +/-  | V      | D      | +/-    |
| -------------------------- | ----- | ----- | ----- | ---- | ---- | ---- | ------ | ------ | ------ |
| DEN Lene Clausen           | 3     | 0     | 3     | 6    | 1    | +5   | 146    | 68     | +78    |
| GER Fabienne Deprez        | 2     | 1     | 3     | 5    | 2    | +3   | 133    | 100    | +33    |
| UGA Bridget Shamim Bangi   | 1     | 2     | 3     | 2    | 5    | -3   | 102    | 125    | –23    |
| MDV Aishath Afnaan Rasheed | 0     | 3     | 3     | 1    | 6    | –5   | 57     | 145    | –88    |

| Domingo, 15 de agosto       |     |                            |                    |       |          |
| 14:35                       |     |                            |                    |       |          |
| GER Fabienne Deprez         | 2-0 | UGA Bridget Shamim Bangi   | 21–10, 21–16       | 21min | Quadra 3 |
| 15:50                       |     |                            |                    |       |          |
| DEN Lene Clausen            | 2-0 | MDV Aishath Afnaan Rasheed | 21-2, 21-2         | 16min | Quadra 1 |
| Segunda-feira, 16 de agosto |     |                            |                    |       |          |
| 09:35                       |     |                            |                    |       |          |
| GER Fabienne Deprez         | 2-0 | MDV Aishath Afnaan Rasheed | 21-5, 21-7         | 17min | Quadra 1 |
| 11:20                       |     |                            |                    |       |          |
| DEN Lene Clausen            | 2-0 | UGA Bridget Shamim Bangi   | 21-8, 21-7         | 15min | Quadra 1 |
| 18:45                       |     |                            |                    |       |          |
| GER Fabienne Deprez         | 1-2 | DEN Lene Clausen           | 22-20, 18-21, 9-21 | 43min | Quadra 2 |
| 20:50                       |     |                            |                    |       |          |
| MDV Aishath Afnaan Rasheed  | 1-2 | UGA Bridget Shamim Bangi   | 21-19, 8-21, 12-21 | 33min | Quadra 1 |

### Grupo H
| Atleta                | Jogos | Jogos | Jogos | Sets | Sets | Sets | Pontos | Pontos | Pontos |
| Atleta                | V     | D     | T     | V    | D    | +/-  | V      | D      | +/-    |
| --------------------- | ----- | ----- | ----- | ---- | ---- | ---- | ------ | ------ | ------ |
| VIE Thị Trang Vũ      | 3     | 0     | 3     | 6    | 2    | +4   | 155    | 27     | +28    |
| KOR Choe Hye-In       | 2     | 1     | 3     | 5    | 2    | +3   | 135    | 101    | +34    |
| JPN Naoko Fukuman     | 1     | 2     | 3     | 3    | 4    | -1   | 117    | 116    | +1     |
| UKR Yelyzaveta Zharka | 0     | 3     | 3     | 0    | 6    | –6   | 63     | 126    | –63    |

| Domingo, 15 de agosto       |     |                       |                     |       |          |
| 14:20                       |     |                       |                     |       |          |
| VIE Thị Trang Vũ            | 2-1 | KOR Choe Hye-In       | 13–21, 21–18, 21-12 | 50min | Quadra 2 |
| 14:40                       |     |                       |                     |       |          |
| JPN Naoko Fukuman           | 2-0 | UKR Yelyzaveta Zharka | 21–8, 21–8          | 22min | Quadra 1 |
| Segunda-feira, 16 de agosto |     |                       |                     |       |          |
| 10:00                       |     |                       |                     |       |          |
| JPN Naoko Fukuman           | 0-2 | KOR Choe Hye-In       | 15-21, 14-21        | 35min | Quadra 2 |
| 11:50                       |     |                       |                     |       |          |
| VIE Thị Trang Vũ            | 2-0 | SIN Yelyzaveta Zharka | 21-16, 21-14        | 30min | Quadra 3 |
| 19:30                       |     |                       |                     |       |          |
| KOR Choe Hye-In             | 2-0 | UKR Yelyzaveta Zharka | 21-6, 21-11         | 20min | Quadra 2 |
| 19:40                       |     |                       |                     |       |          |
| JPN Naoko Fukuman           | 1-2 | VIE Thị Trang Vũ      | 15-21, 21-16, 10-21 | 47min | Quadra 1 |

## Fase final
|  | Quartas-de-final Terça-feira, 17 de agosto | Quartas-de-final Terça-feira, 17 de agosto | Quartas-de-final Terça-feira, 17 de agosto | Quartas-de-final Terça-feira, 17 de agosto | Quartas-de-final Terça-feira, 17 de agosto |                             |                             | Semifinais Quarta-feira, 18 de agosto | Semifinais Quarta-feira, 18 de agosto | Semifinais Quarta-feira, 18 de agosto | Semifinais Quarta-feira, 18 de agosto | Semifinais Quarta-feira, 18 de agosto |  |  | Final Quinta-feira, 19 de agosto | Final Quinta-feira, 19 de agosto | Final Quinta-feira, 19 de agosto | Final Quinta-feira, 19 de agosto | Final Quinta-feira, 19 de agosto |
|  |                                            |                                            |                                            |                                            |                                            |                             |                             |                                       |                                       |                                       |                                       |                                       |  |  |                                  |                                  |                                  |                                  |                                  |
|  | NED Josephine Wendtholt                    | NED Josephine Wendtholt                    | 15                                         | 8                                          |                                            |                             |                             |                                       |                                       |                                       |                                       |                                       |  |  |                                  |                                  |                                  |                                  |                                  |
|  | GBR Sarah Milne                            | GBR Sarah Milne                            | 21                                         | 21                                         |                                            |                             |                             |                                       |                                       |                                       |                                       |                                       |  |  |                                  |                                  |                                  |                                  |                                  |
|  | GBR Sarah Milne                            | GBR Sarah Milne                            | 21                                         | 21                                         |                                            | GBR Sarah Milne             | GBR Sarah Milne             | 12                                    | 12                                    |                                       |                                       |                                       |  |  |                                  |                                  |                                  |                                  |                                  |
|  |                                            |                                            |                                            |                                            |                                            | GBR Sarah Milne             | GBR Sarah Milne             | 12                                    | 12                                    |                                       |                                       |                                       |  |  |                                  |                                  |                                  |                                  |                                  |
|  |                                            | CHN Deng Xuan                              | CHN Deng Xuan                              | 21                                         | 21                                         |                             |                             |                                       |                                       |                                       |                                       |                                       |  |  |                                  |                                  |                                  |                                  |                                  |
|  | ESP Carolina Marín                         | ESP Carolina Marín                         | CHN Deng Xuan                              | 21                                         | 21                                         | 12                          | 19                          |                                       |                                       |                                       |                                       |                                       |  |  |                                  |                                  |                                  |                                  |                                  |
|  | ESP Carolina Marín                         | ESP Carolina Marín                         |                                            |                                            |                                            | 12                          | 19                          |                                       |                                       |                                       |                                       |                                       |  |  |                                  |                                  |                                  |                                  |                                  |
|  | CHN Deng Xuan                              | CHN Deng Xuan                              | 21                                         | 21                                         |                                            |                             |                             |                                       |                                       |                                       |                                       |                                       |  |  |                                  |                                  |                                  |                                  |                                  |
|  |                                            |                                            |                                            |                                            |                                            |                             |                             |                                       |                                       |                                       |                                       |                                       |  |  | CHN Deng Xuan                    | CHN Deng Xuan                    | 14                               | 17                               |                                  |
|  |                                            |                                            | THA Sapsiree Taerattanachai                | THA Sapsiree Taerattanachai                | 21                                         | 21                          |                             |                                       |                                       |                                       |                                       |                                       |  |  |                                  |                                  |                                  |                                  |                                  |
|  | THA Sapsiree Taerattanachai                | THA Sapsiree Taerattanachai                | 21                                         | 21                                         |                                            |                             |                             |                                       |                                       |                                       |                                       |                                       |  |  |                                  |                                  |                                  |                                  |                                  |
|  | MAS Sonia Cheah Su Ya                      | MAS Sonia Cheah Su Ya                      | 15                                         | 16                                         |                                            |                             |                             |                                       |                                       |                                       |                                       |                                       |  |  |                                  |                                  |                                  |                                  |                                  |
|  | MAS Sonia Cheah Su Ya                      | MAS Sonia Cheah Su Ya                      | 15                                         | 16                                         |                                            | THA Sapsiree Taerattanachai | THA Sapsiree Taerattanachai | 21                                    | 21                                    |                                       |                                       |                                       |  |  |                                  |                                  |                                  |                                  |                                  |
|  |                                            |                                            |                                            |                                            |                                            | THA Sapsiree Taerattanachai | THA Sapsiree Taerattanachai | 21                                    | 21                                    |                                       |                                       |                                       |  |  |                                  |                                  |                                  |                                  |                                  |
|  |                                            | VIE Thị Trang Vũ                           | VIE Thị Trang Vũ                           | 18                                         | 8                                          |                             |                             |                                       |                                       |                                       |                                       |                                       |  |  |                                  |                                  |                                  |                                  |                                  |
|  | DEN Lene Clausen                           | DEN Lene Clausen                           | VIE Thị Trang Vũ                           | 18                                         | 8                                          | 19                          | 13                          |                                       |                                       |                                       |                                       |                                       |  |  |                                  |                                  |                                  |                                  |                                  |
|  | DEN Lene Clausen                           | DEN Lene Clausen                           |                                            |                                            |                                            | 19                          | 13                          |                                       |                                       |                                       |                                       |                                       |  |  |                                  |                                  |                                  |                                  |                                  |
|  | VIE Thị Trang Vũ                           | VIE Thị Trang Vũ                           | 21                                         | 21                                         |                                            |                             |                             |                                       |                                       |                                       |                                       |                                       |  |  |                                  |                                  |                                  |                                  |                                  |

| Disputa da medalha de bronze Quinta-feira, 19 de agosto |                  |    |    |  |
|                                                         |                  |    |    |  |
|                                                         |                  |    |    |  |
|                                                         | GBR Sarah Milne  | 15 | 20 |  |
|                                                         | VIE Thị Trang Vũ | 21 | 22 |  |